# 素里
素里市（又称薩里市或苏里市）是一座位於加拿大卑詩省大溫哥華的城市。根据2021年人口普查，素里市的人口有568,322人，是卑詩省繼溫哥華市而後人口第二多的城市。
素里位於菲沙河南岸，西鄰三角洲，北面隔河與二埠、高貴林、高貴林港、匹特草原及班士敦島對望，東臨蘭里市和蘭里區，南接美加邊境，並從三方包圍白石市。素里市内共有六個鎮中心，包括：費列特活、惠利、喬德福、紐頓、克樂佛代爾和南素里。

## 歷史

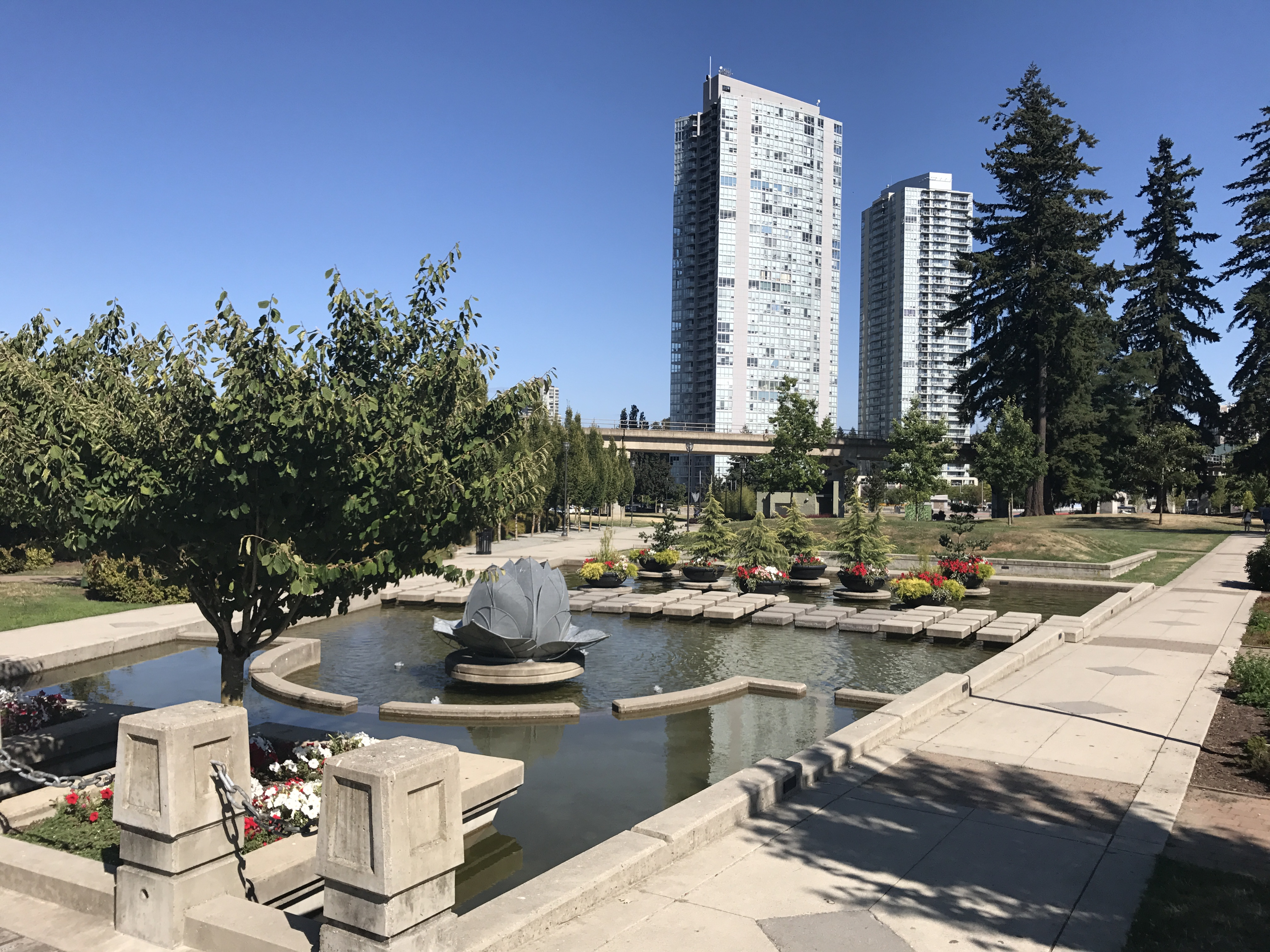
荷蘭公園 (素里)

素里於1879年成立，所佔的土地原是一群說哈爾魁梅林語的原住民棲身之地。來自英格蘭薩里郡的移民布魯瓦（H.J. Brewer）從二埠隔著菲沙河眺望這片土地時，認為與其家鄉極為貌似，於是將之命名為。其他移民往後亦陸續定居於此。當時素里一帶主要是樹林，林中植物包括道格拉斯杉、杉樹、紅崖柏、毒堇、黑莓和小紅莓。現時惠利（Whalley）所在之處的一部分當年是被昆特蘭原住民用作墓地。早期移民率先定居於克樂佛代爾和南素里，主要以務農、捕魚、捕獲牡蠣、或經營小商店為生。
連接素里和二埠的帕圖洛橋於1937年開通，展開了素里發展史的新一頁。二戰後素里陸續發展成溫哥華和本那比的衛星城鎮，尤以北素里區為甚。隨著來自國内外其它地區的移民陸續湧入，素里於1980和1990年代也經歷了前所未見的增長，並於1993年正式升格為市。

## 政治
素里市議會是由8名市議員組成。該市現任市長是道格·麥卡勒姆，對上一次市選於2018年10月舉行。
素里市於卑詩省議會中佔8席；卑詩新民主黨和卑詩自由黨於2013年省選中分別贏得3席和5席。在聯邦政壇方面，素里市於加拿大國會下議院佔4席：加拿大保守黨和加拿大新民主黨於2011年大選中各得2席。

## 教育

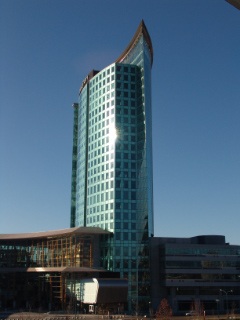
西門菲沙大學的素里分校位於素里中央城大樓

素里市的公共教育服務由36號校區提供。該校區在市内營運100間公立小學和21間公立中學，是全省規模最大的公立教育局。此外，市内亦有數間私立中小學。
專上教育方面，西門菲沙大學、昆特侖理工大學和道格拉斯學院等院校皆於素里市設有校園。

## 經濟及城市發展
近年，素里政府投資超過加幣160億發展醫療及科技產業，務求使素里成為加拿大的醫學科研中心，而且亦投於大量資金建造新的房屋，目前都市紳士化的進行使一些內城區翻新不少。未來，素里會建立科技園，以培養創科人才及提供就業機會。

## 交通

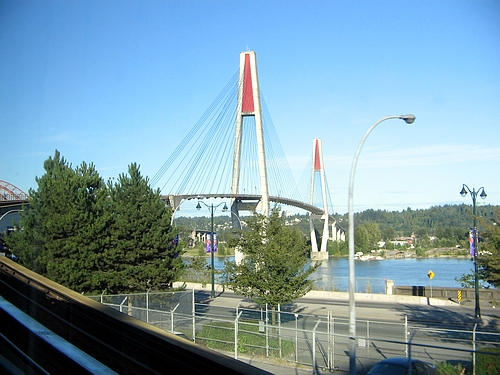
天空之橋

素里剛成立時的交通主要以馬車為主。隨著連接素里和二埠的鐵路橋於1904年開通，卑詩電力鐵路公司也於1910年增設了來往素里和二埠、溫哥華和菲沙河谷的市際電車服務，但該電車綫卻於1950年代初停駛。溫哥華架空列車系統於1990年沿天空之橋從二埠伸展至素里史葛路站，並於往後數年間在素里市内增設3個車站( 門廊站、素里中央站、喬治國王站 )，標誌著鐵路服務重返素里。現時架空列車服務和素里市内的巴士綫皆由大溫哥華地區的公共交通機構運輸聯線營運。
素里市内的主要高速公路包括卑詩省1號和99號省道：1號省道（橫加公路）以東西向橫跨素里市北部，並透過曼港橋跨越菲沙河通往高貴林；99號省道則跨越素里市南部，向南直達美加邊境，並於和平門口岸連接5號州際公路。南北向的15號省道則連接1號省道以及另一個美加口岸。
菲沙公路(Fraser Highway)和英皇佐治大道(King George Boulevard)是素里市內重要的平面道路：菲沙公路以西北-東南走向穿越素里並連接到蘭里市，架空列車的素里-蘭里延伸線將沿著此路興建；英皇佐治大道南北穿越素里市，北端連接帕圖洛橋通往新西敏市，南端接上99號省道直達美加邊境。

## 氣候
| 素里                | 素里         | 素里         | 素里         | 素里         | 素里        | 素里        | 素里        | 素里        | 素里        | 素里         | 素里         | 素里         | 素里            |
| 月份                | 1月          | 2月          | 3月          | 4月          | 5月         | 6月         | 7月         | 8月         | 9月         | 10月         | 11月         | 12月         | 全年            |
| ------------------- | ------------ | ------------ | ------------ | ------------ | ----------- | ----------- | ----------- | ----------- | ----------- | ------------ | ------------ | ------------ | --------------- |
| 历史最高温 °C（°F） | 15.5 (59.9)  | 19.4 (66.9)  | 25 (77)      | 29 (84)      | 34.5 (94.1) | 33.3 (91.9) | 35 (95)     | 34.5 (94.1) | 34.5 (94.1) | 29 (84)      | 21 (70)      | 16.7 (62.1)  | 35 (95)         |
| 平均高温 °C（°F）   | 6 (43)       | 8.4 (47.1)   | 11.1 (52.0)  | 14.3 (57.7)  | 17.6 (63.7) | 20 (68)     | 23 (73)     | 23.2 (73.8) | 20.5 (68.9) | 14.5 (58.1)  | 8.7 (47.7)   | 6.1 (43.0)   | 14.5 (58.1)     |
| 平均低温 °C（°F）   | 0.2 (32.4)   | 1.3 (34.3)   | 2.8 (37.0)   | 4.9 (40.8)   | 7.6 (45.7)  | 10.3 (50.5) | 12.1 (53.8) | 12.2 (54.0) | 9.6 (49.3)  | 6 (43)       | 2.7 (36.9)   | 0.5 (32.9)   | 5.9 (42.6)      |
| 历史最低温 °C（°F） | −17.2 (1.0)  | −13.5 (7.7)  | −8.3 (17.1)  | −2.8 (27.0)  | −1.1 (30.0) | 2.2 (36.0)  | 2.8 (37.0)  | −1.1 (30.0) | −2.2 (28.0) | −6.5 (20.3)  | −15 (5)      | −18.9 (−2.0) | −18.9 (−2.0)    |
| 平均降水量 mm（）   | 185.7 (7.31) | 136.1 (5.36) | 128.7 (5.07) | 100.5 (3.96) | 81.6 (3.21) | 68 (2.7)    | 50 (2.0)    | 48.7 (1.92) | 64.2 (2.53) | 131.4 (5.17) | 212.3 (8.36) | 202.1 (7.96) | 1,409.2 (55.48) |
| 来源：加拿大環境部  |              |              |              |              |             |             |             |             |             |              |              |              |                 |

## 姊妹及友好城市
素里分別與日本東京都江東區、韓國首爾銅雀區和中華人民共和國廣東省珠海市保持姊妹關係。此外，素里亦與中華人民共和國浙江省寧波市和江蘇省太倉市保持友好關係。

## 外部連結
- 素里市官方網頁 （页面存档备份，存于）